# Ranchuelo
Ranchuelo è un comune di Cuba, situato nella provincia di Villa Clara.